# François Quenson
 (juin 2025).
François Quenson est un homme politique français né le 22 novembre 1794 à Saint-Omer (Pas-de-Calais) et décédé le 26 octobre 1879 à Nielles-lès-Bléquin (Pas-de-Calais).

## Biographie
François Norbert Joseph Quenson est agrégé de droit, puis conseiller à la cour d'appel de Douai, il est président du tribunal civil de Saint-Omer jusqu'en 1864. Maire de Nielles-lès-Bléquin, conseiller général de 1834 à 1877, il est député du Pas-de-Calais de 1846 à 1848, siégeant dans la majorité conservatrice soutenant la Monarchie de Juillet.
En 1857, il est président du tribunal civil de Saint-Omer, et président de la société des antiquaires de la Morinie.

## Publications
- A. Tierny, Notice historique et archéologique sur l'église de Wismes, Arras, 1868 (lire en ligne)

## Distinctions
- Officier de la Légion d'honneur (décret du 3 novembre 1879)

## Sources
- « François Quenson », dans Adolphe Robert et Gaston Cougny, Dictionnaire des parlementaires français, Edgar Bourloton, 1889-1891 [détail de l’édition]